# Gran Premio d'Olanda 2022
Il Gran Premio d'Olanda 2022 è stata la quindicesima prova della stagione 2022 del campionato mondiale di Formula 1. La gara si è corsa domenica 4 settembre sul circuito di Zandvoort della località omonima, nei Paesi Bassi, ed è stata vinta dall'olandese Max Verstappen su Red Bull Racing-RBPT, al trentesimo successo in carriera; Verstappen ha preceduto sotto la bandiera a scacchi il britannico George Russell su Mercedes e il monegasco Charles Leclerc su Ferrari.
Per Max Verstappen è il quinto hat trick (pole position, giro veloce e vittoria) in carriera in Formula 1. All'intero weekend di gara hanno assistito 305 000 spettatori, nuovo record per il Gran Premio d'Olanda sul circuito di Zandvoort.

## Vigilia

### Aspetti tecnici
Per questo Gran Premio la Pirelli, fornitore unico degli pneumatici, offre la scelta tra gomme di mescola C1, C2 e C3, le mescole più dure che caratterizzano l'intera gamma messa a disposizione dall'azienda fornitrice degli pneumatici per il campionato, per la prima volta dal Gran Premio di Gran Bretagna e per la quarta volta in stagione, visto le caratteristiche presentate dal circuito olandese. L'azienda italiana nomina nuovamente la stessa tipologia dell'edizione precedente del Gran Premio, quando esso tornò a far parte del calendario del campionato mondiale di Formula 1 per la prima volta dell'edizione del 1985, su una diversa configurazione, dopo essere stato oggetto di una profonda rinnovazione.
La Federazione conferma principalmente le due zone stabilite nell'edizione precedente del 2021 dove può essere attivato il Drag Reduction System, quando il circuito di Zandvoort tornò a far parte del calendario del campionato mondiale, su una diversa configurazione, per la prima volta dalla stagione 1985, con una variazione riguardante la prima zona rispetto all'ultima edizione, allungata di 300 m. Oltre a comprendere sempre il rettilineo principale, essa viene spostata da 30 m dopo la curva 14 a 40 m dopo la curva 13, includendo quindi la curva 14, l'ultima del tracciato, famosa per il suo banking di 18 gradi. La modifica aiuta i piloti a immettersi sul rettilineo principale portando maggiore velocità nel tentativo di effettuare un sorpasso. Il punto per la determinazione del distacco tra piloti viene quindi spostato, da 15 m prima della curva 13 a 20 m dopo la curva 12. La seconda zona è stabilita tra la curva 10 e la curva 11, con detection point fissato all'entrata della curva 10.
Nell'edizione del 2021, invece, al termine della prima sessione di prove libere del venerdì, la Federazione non permise l'allungamento della prima zona DRS con l'uso sul banking della curva 14, tale da consentire l'apertura del dispositivo mobile in anticipo, dopo le richieste di alcuni piloti, al fine di favorire i sorpassi. Per questa gara, inizialmente, nel corso della prima sessione di prove libere del venerdì, la Federazione aveva concesso il via libera per condurre dei test a DRS aperto alla curva 14 caratterizzata dal banking, per poi approvare definitivamente la soluzione per il resto del weekend, dato l'esito positivo della sperimentazione. Nel tratto del circuito in questione, nella precedente edizione, per questioni legate alla sicurezza, l'organo mondiale dell'automobilismo negò l'uso del dispositivo mobile anche in fase sperimentale.
Per questa gara, la Federazione fissa la velocità massima nella corsia dei box a 60 km/h. L'organo mondiale dell'automobilismo stabilisce che se i piloti non percorrono correttamente la curva 1, la curva 8 o la curva 11, essi devono utilizzare la via di fuga esterna che riconduce alla pista rispettivamente all'uscita della curva 1, alla curva 9 e alla curva 12. Rispetto all'ultima edizione, il cordolo posto all'uscita della curva 12 è stato esteso. La ghiaia adiacente all'uscita della curva 11 è stata modificata con aggiunta di ghiaia finta. Al di là della linea bianca che delimita il tracciato è stata realizzata un’area speciale di un metro di larghezza nella quale la ghiaia è stata ricoperta da un materiale resinoso, facendola sembrare ghiaia classica, ma in realtà è completamente solida. Questa modifica è stata effettuata per disincentivare i piloti a cercare il limite in quel punto, riducendo così la possibilità di avere monoposto che finiscono comunque nel tratto di ghiaia reale, oltre che trasportarla in traiettoria come avvenuto l'anno precedente nelle categorie di contorno, portando all'esposizione della bandiera rossa.
Rispetto all'edizione precedente, il circuito presenta un nuovo pannello luminoso, installato all'esterno sulla sinistra alla curva 7. Il pannello luminoso numero 14, in precedenza numero 13, viene leggermente spostato più indietro, posto all'esterno sulla destra dopo la curva 10. Il pannello luminoso numero 16, in precedenza numero 15, viene leggermente spostato più avanti, posto all'esterno sulla destra dopo la curva 12. Il pannello luminoso numero 19, in precedenza numero 18, viene leggermente spostato più indietro, posto all'esterno sulla sinistra alla curva 14, dopo la variazione del punto di attivazione della prima zona del Drag Reduction System.
Nella giornata del giovedì, la McLaren utilizza il secondo dei sei coprifuochi concessi durante la stagione per effettuare le operazioni sulle proprie vetture. La scuderia britannica non riceve sanzioni. Prima dell'inizio della prima sessione di prove libere del venerdì, sulla vettura di Sergio Pérez viene installata la seconda unità relativa al sistema di recupero dell'energia. Il pilota messicano della Red Bull Racing non è penalizzato sulla griglia di partenza in quanto il nuovo componente installato rientra tra quelli utilizzabili nel numero massimo stabilito dal regolamento tecnico. Sulla vettura di Lewis Hamilton viene installata la terza scatola del cambio e la terza trasmissione. Il pilota britannico della Mercedes non è penalizzato sulla griglia di partenza in quanto i nuovi componenti installati rientrano tra quelli utilizzabili nel numero massimo stabilito dal regolamento tecnico.
Prima dell'inizio della terza sessione di prove libere del sabato, viene stabilito che per contrastare le differenti velocità tenute, i piloti, durante il loro giro di lancio o quelli a bassa velocità, devono stare fuori dalla traiettoria dove possibile tra l'uscita della curva 10 e l'entrata della curva 11, invece che della curva 13 come stabilito in precedenza.

### Aspetti sportivi
Il Gran Premio rappresenta il quindicesimo appuntamento stagionale a distanza di una settimana dalla disputa del Gran Premio del Belgio, quattordicesima gara del campionato. Per la sesta volta durante la stagione il mondiale vede la disputa di un Gran Premio a distanza di una settimana dal precedente. È la nona gara complessiva del campionato nel vecchio continente, la penultima e la sesta consecutiva a disputarsi in Europa, la prima a disputarsi nel mese di settembre, la quarta della seconda parte di stagione, e la seconda gara dopo la pausa estiva obbligatoria della durata di tre settimane. È il secondo di un trittico di gare, l'unico di questo campionato, posto a cavallo tra il precedente Gran Premio del Belgio, l'unica prova corsa nel mese d'agosto, e il successivo Gran Premio d'Italia, la seconda e ultima a disputarsi nel mese di settembre, tutti da corrersi a una distanza di una settimana dall'altra, occorrenza già verificatasi nella precedente stagione quando il ritorno del Gran Premio d'Olanda nel calendario del campionato mondiale di Formula 1 fu collocato dalla Federazione tra il Gran Premio belga e quello italiano. La disputa di tre Gran Premi per tre settimane consecutive avvenne, per la prima volta in assoluto nella storia della categoria, nel campionato 2018, in un'occasione, e successivamente per tre volte ciascuno nelle ultime due precedenti stagioni.Il contratto per la disputa del Gran Premio d'Olanda nel calendario del campionato mondiale di Formula 1, sempre sul circuito di Zandvoort, ha una valenza fino al termine della prossima stagione. Sponsor del Gran Premio è, come avvenuto nell'edizione del 2021, l'azienda locale produttrice di birra Heineken.
Presente nel calendario del campionato mondiale di Formula 1 fin dalla stagione 1952 e valido quale prova della categoria dallo stesso anno, il Gran Premio d'Olanda vede la disputa della sua trentaquattresima edizione, la trentaduesima valida per il mondiale. Il circuito di Zandvoort è il tracciato ad aver ospitato tutte le edizioni della gara, su diverse configurazioni, la cui la più recente in uso dalla categoria fin dalla passata edizione quando il circuito tornò a far parte del calendario del campionato mondiale di Formula 1, per la prima volta dalla stagione 1985, dopo essere stato oggetto di una profonda rinnovazione. Il circuito è stato sede anche di due prove non valide per il mondiale, nell'edizione inaugurale del campionato mondiale di Formula 1, nel 1950, e in quella successiva del 1951. Altre due edizioni, sulla stessa pista, nel 1948 e nel 1949, furono corse sotto la denominazione di Gran Premio di Zandvoort. Il Gran Premio d'Olanda non è stato corso nella stagione 1954, in quelle del 1956 e del 1957, tutte e tre a causa della mancanza di fondi per la disputa della gara, in quella del 1972, in cui originariamente la corsa fu presente in calendario, ma i piloti si rifiutarono di correre perché le strutture e le condizioni del circuito non erano delle stesse di quelle di altri Gran Premi, e tra il 1986 e il 2020, poiché la società che gestiva il circuito fallì dopo l'edizione del 1985. Già nel corso del 2020 era previsto il ritorno del Gran Premio nel calendario del campionato mondiale, collocato nel mese di maggio, a distanza di 35 anni, ma esso fu annullato, insieme a numerosi altri Gran Premi, a causa delle problematiche dettate della pandemia di COVID-19, posticipando quindi il suo ritorno di una stagione.
Il pilota cinese della scuderia svizzera Alfa Romeo, Zhou Guanyu, e quello danese della scuderia statunitense Haas, Kevin Magnussen, corrono sul circuito di Zandvoort per la prima volta in Formula 1. Prima della rinnovazione del layout del tracciato, Zhou prese parte a dieci gare nell'ex F3 europea durante la stagione 2018, finendo sempre sul podio nei tre appuntamenti corsi sul circuito olandese. Nel 2016 corse a Zandvoort anche nell'ex Masters di Formula 3. Magnussen, invece, gareggiò sulla pista olandese nell'ex Formula Renault Eurocup nel 2009, ottenendo due podi, e nel 2011 finì terzo nella Masters di Formula 3. Il pilota britannico della scuderia tedesca Mercedes, Lewis Hamilton, nel 2005, quello finlandese dell'Alfa Romeo, Valtteri Bottas, nel 2009 e nel 2010, e quello olandese campione del mondo della scuderia austriaca Red Bull Racing, Max Verstappen, nel 2014, sono tutti vincitori della categoria Masters di Formula 3 disputata a Zandvoort.
Alla vigilia del precedente Gran Premio del Belgio, il pilota spagnolo dell'Alpine e due volte campione del mondo della categoria con il team francese sotto la denominazione Renault nel 2005 e 2006, Fernando Alonso, firma un accordo pluriennale con la scuderia britannica Aston Martin, in sostituzione del tedesco Sebastian Vettel, il quale, alla vigilia del Gran Premio d'Ungheria, ha annunciato il ritiro dalla categoria, dopo quindici stagioni. Al fianco di Alonso viene confermato l'altro pilota della scuderia inglese, il canadese Lance Stroll. L'Alpine, in sostituzione di Alonso, inizialmente ufficializza il campione di Formula 2 2021 e pilota di riserva della squadra francese, l'australiano Oscar Piastri. Successivamente, il pilota nega di aver firmato un accordo con il team francese e afferma di non correre per la squadra nella stagione successiva. L'Alpine, comunque, afferma di aver esercitato correttamente una clausola presente nel contratto del pilota australiano. La commissione per il riconoscimento dei contratti della Federazione incontra le parti interessate il lunedì dopo la tenuta della gara belga per stabilire nei giorni successivi quale sarà l'accordo valido tra il pilota ed uno dei due team tra Alpine e McLaren, l'altro costruttore affiancato al futuro del pilota australiano. Alla vigilia del Gran Premio olandese, essa si espone ufficialmente sulla vertenza che riguarda il pilota australiano, affermando che l'unico contratto valido per il 2023 e il 2024 di Piastri è quello firmato con la McLaren il 4 luglio, il giorno successivo alla disputa del Gran Premio di Gran Bretagna. Il costruttore britannico ufficializza così l'ingaggio di Piastri per la prossima stagione al fianco del pilota britannico Lando Norris, in sostituzione di Ricciardo. Piastri sceglie l'81 quale numero di gara. L'Alpine è costretta a pagare alla McLaren e a Piastri una somma totale di 530 000 sterline di spese legali.
La Federazione valuta se ci siano i presupposti per concedere a Colton Herta, pilota statunitense della IndyCar Series per il team, anch'esso della stessa nazionalità, Andretti Autosport, la superlicenza, a cui mancano 40 punti per essere definitivamente ottenuta. Herta, che detiene il record del pilota più giovane a vincere una gara della IndyCar Series, a 18 anni, 11 mesi e 28 giorni, è stato nelle ultime settimane accostato al costruttore italiano AlphaTauri, qual'ora l'attuale pilota della scuderia, il francese Pierre Gasly, venga lasciato libero di guidare per il costruttore transalpino Alpine al posto dello spagnolo Fernando Alonso. Il pilota campione del mondo olandese della Red Bull Racing, Max Verstappen, viene nominato ufficiale dell’Ordine di Orange-Nassau. Esso, di tipo cavalleresco-militare, è il terzo per importanza nei Paesi Bassi. La nomina di Verstappen arriva in seguito al titolo piloti conseguito la precedente stagione. La Pirelli annuncia che la seconda sessione di prove libere dei Gran Premi del Giappone e degli Stati Uniti d'America, con il primo tornato a far parte del calendario del campionato mondiale di Formula 1 dopo essere stato annullato nelle ultime due stagioni a causa delle problematiche dettate dalla pandemia di COVID-19, in programma rispettivamente i successivi 9 e 23 ottobre, sarà allungata di 30 minuti rispetto al programma predefinitivo di un'ora, per permettere ai team di provare le gomme prototipali del fornitore unico degli pneumatici per la successiva stagione. L'obiettivo è avere dati, riscontri e pareri da parte dei costruttori per capire quali gomme saranno poi presentate e utilizzate nel 2023. La Formula 2 e la Formula 3, categorie al di sotto della Formula 1, annunciano la collaborazione con il globar partner Aramco per l'introduzione dell'uso di combustibili sostenibili in entrambi i campionati a partire dal 2023. Il nuovo accordo fa parte della strategia di sostenibilità annunciata dalla massima categoria nel 2019, che prevede il raggiungimento delle zero emissioni entro il 2030.
Per questo Gran Premio la FIA designa il portoghese Eduardo Freitas quale direttore di gara. L'ex pilota di Formula 1 Emanuele Pirro è nominato commissario aggiunto per la gara. L'italiano ha svolto in passato, in diverse occasioni, tale funzione, l'ultima al Gran Premio del Canada. È la casa automobilistica tedesca Mercedes, come nella gara precedente, a fornire la safety car e la medical car.

## Prove

### Resoconto
Le Mercedes dominano la prima sessione di prove libere, con George Russell che precede Lewis Hamilton di oltre due decimi. Le due vetture tedesche hanno dimostrato una certa competitività anche sul passo di gara. Al terzo posto si classifica Carlos Sainz Jr., che ha colto il suo miglior tempo nella prima fase della sessione, quando la pista si presentava ancora poco gommata. Davanti all'altro ferrarista Charles Leclerc, sesto, si sono piazzate le due McLaren, mentre il monegasco ha preceduto Sergio Pérez. L'altro pilota della Red Bull Racing, Verstappen, è solo penultimo, in quanto ha potuto compiere solo sette giri con gomme dure, prima della rottura del cambio.
Al termine della prima sessione di prove libere del venerdì, Lewis Hamilton e Carlos Sainz Jr. vengono convocati dai commissari sportivi in quanto il pilota britannico della Mercedes ha ostacolato quello spagnolo della Ferrari alla curva 12 e alla curva 13. Hamilton non riceve sanzioni. Sebastian Vettel e Lando Norris vengono convocati in quanto il pilota tedesco dell'Aston Martin ha ostacolato quello britannico della McLaren, sempre alle stesse due curve. Vettel non riceve sanzioni.
Nella sessione pomeridiana, iniziata con 15 minuti di ritardo a causa dell'esposizione di due bandiere rosse che hanno ritardato le qualifiche della categoria di contorno, la Formula 2, è la Ferrari a monopolizzare le prime due posizioni della graduatoria. Leclerc precede di soli quattro millesimi Sainz Jr.. Al terzo posto conferma la buona competitività Hamilton, mentre Russell, il più veloce del mattino, è quinto, preceduto da un altro pilota britannico, Norris. Verstappen, dopo i problemi al mattino, effettua un solo tentativo veloce, con gomme usate, portandosi all'ottavo posto. Pérez si dimostra ancora in difficoltà, classificandosi al dodicesimo posto, penalizzato da un forte sottosterzo. La sessione è stata oggetto brevemente dell'esposizione della bandiera rossa a dodici minuti dal termine quando Yuki Tsunoda è terminato nella ghiaia alla curva 9.
Durante le prime due sessioni di prove libere del venerdì, George Russell utilizza l'assemblaggio di una trasmissione al di fuori dell'allocazione prevista secondo il regolamento tecnico. Il pilota britannico della Mercedes non è penalizzato sulla griglia di partenza in quanto tale operazione rientra tra quelle effettuabili nel numero massimo consentito dal regolamento tecnico.
Al termine della seconda sessione di prove libere del venerdì, i commissari sportivi, sotto l'autorità dell'articolo 11.9.3.b del regolamento sportivo internazionale, approvano la modifica del programma ai sensi del regolamento integrativo relativo all'inizio della riunione dei piloti, la quale viene stabilita alle 18:45. Dopo la tenuta della riunione dei piloti, la copertura delle vetture alla sera viene modificata alle 20:15 secondo l'articolo 38.2 del regolamento sportivo.
Prima dell'inizio della terza sessione di prove libere del sabato, sulla vettura di Fernando Alonso e Esteban Ocon viene installata rispettivamente la sesta e la quinta unità relativa all'impianto di scarico. Il pilota spagnolo e il pilota francese dell'Alpine non sono penalizzati sulla griglia di partenza in quanto il nuovo componente installato rientra tra quelli utilizzabili nel numero massimo stabilito dal regolamento tecnico.
Leclerc si conferma anche nella sessione del sabato. Il ferrarista, dopo aver risolto un problema col sottosterzo, ha battuto, per 66 millesimi, Russell, mentre Verstappen, per la prima volta nelle prove, ha dimostrato la sua velocità, chiudendo col terzo tempo. Sainz Jr. ha chiuso quarto, mentre Hamilton, quinto, sconta un ritardo di mezzo secondo da quello del monegasco. Rispetto al venerdì si migliora anche Pérez, che chiude sesto, distanziato di pochissimo dal tempo dell'ex campione del mondo. Nel finale di sessione Pierre Gasly è autore di un'uscita di pista, con la vettura che ha colpito un pannello di segnalazione.

### Risultati
Nella prima sessione del venerdì si è avuta questa situazione:
| Pos | Nº | Pilota           | Costruttore | Tempo    | Gap    | Giri |
| --- | -- | ---------------- | ----------- | -------- | ------ | ---- |
| 1   | 63 | George Russell   | Mercedes    | 1'12"455 |        | 29   |
| 2   | 44 | Lewis Hamilton   | Mercedes    | 1'12"695 | +0"240 | 28   |
| 3   | 55 | Carlos Sainz Jr. | Ferrari     | 1'12"845 | +0"390 | 30   |

Nella seconda sessione del venerdì si è avuta questa situazione:
| Pos | Nº | Pilota           | Costruttore | Tempo    | Gap    | Giri |
| --- | -- | ---------------- | ----------- | -------- | ------ | ---- |
| 1   | 16 | Charles Leclerc  | Ferrari     | 1'12"345 |        | 27   |
| 2   | 55 | Carlos Sainz Jr. | Ferrari     | 1'12"349 | +0"004 | 30   |
| 3   | 44 | Lewis Hamilton   | Mercedes    | 1'12"417 | +0"072 | 21   |

Nella sessione del sabato mattina si è avuta questa situazione:
| Pos | Nº | Pilota          | Costruttore          | Tempo    | Gap    | Giri |
| --- | -- | --------------- | -------------------- | -------- | ------ | ---- |
| 1   | 16 | Charles Leclerc | Ferrari              | 1'11"632 |        | 20   |
| 2   | 63 | George Russell  | Mercedes             | 1'11"698 | +0"066 | 24   |
| 3   | 1  | Max Verstappen  | Red Bull Racing-RBPT | 1'11"793 | +0"161 | 22   |

## Qualifiche

### Resoconto
Dopo che diversi piloti si alternano in vetta alla classifica dei tempi, nei primi minuti della Q1 si pone al comando Max Verstappen, con 1'11"317, un tempo di oltre un secondo migliore di quello del compagno di scuderia, Pérez. Ai tempi dell'olandese si avvicinano i due ferraristi, con Leclerc staccato di otto decimi e Sainz Jr. a meno di mezzo secondo. Anche più veloci risultano le due Mercedes: George Russell si porta a due decimi dal tempo del pilota di casa, mentre Hamilton è staccato di 19 millesimi dal tempo del suo compagno di team. Anche Kevin Magnussen è capace di battere il tempo di Pérez. Nel frattempo la direzione di gara nota il rilascio pericoloso compiuto dalla McLaren con Lando Norris, al sopraggiungere di Yuki Tsunoda, nella corsia dei box. Il britannico, dal suo canto, sale in quinta posizione. Il suo tempo viene battuto da Zhou Guanyu, ma non da Bottas, che è comunque settimo. Risalgono anche le Alpine, con Alonso che si piazza quarto. La pista sembra progredire di minuto in minuto, consentendo a Tsunoda di essere sesto, Gasly ottavo, battuto però da Lance Stroll.
Dopo questi tempi Pérez è sceso in quindicesima posizione ma, col secondo tentativo rapido, risale quarto, a meno di quattro decimi dal tempo di Verstappen. Meglio fa Charles Leclerc che coglie il secondo tempo. I primi tredici piloti si trovano in meno di otto decimi, mentre i primi 15 in poco più di un secondo. Alexander Albon strappa il settimo tempo, prima che tutti i piloti rientrino in pista ed effettuino un ultimo tentativo. Restano ai box solo Verstappen e Leclerc. Norris coglie il terzo tempo, Tsunoda addirittura il secondo, mentre Sebastian Vettel effettua un'uscita di pista alla penultima curva. Sono esclusi dalla Q2 Valtteri Bottas, Magnussen, Daniel Ricciardo, Vettel e Nicholas Latifi.
La seconda fase è interrotta quasi subito con bandiera rossa a causa di un fumogeno scagliato sul tracciato. A bordo pista sono presenti anche alcuni piccioni che potrebbero disturbare le vetture. Alla ripresa della sessione Verstappen fa segnare 1'10"927, precedendo di quasi quattro decimi Sergio Pérez. Russell si installa in terza posizione, prima che Hamilton si ponga secondo, a un decimo e mezzo dal leader. Le Ferrari non sono molto brillanti: Leclerc è sesto, battuto da Sainz Jr., prima che Lance Stroll salga in quinta posizione. Tra le due Ferrari si intercala anche Alonso. Albon migliora la sua prestazione, restando però a 0"075 dal tempo di Leclerc. Quando mancano tre minuti al termine della sessione tutti i piloti, ad eccezione di Verstappen, affrontano il tracciato, per un ultimo giro rapido. Leclerc è secondo, a 0"061 dal miglior tempo. Norris scala quarto, Mick Schumacher è ottavo, prima che Carlos Sainz Jr. ottenga la miglior prestazione della Q2. Non accedono alla fase conclusiva Gasly, Ocon, Alonso, Zhou e Albon.
In Q3 Verstappen ottiene 1'10"515, lasciando Pérez a 0"562. Norris, terzo, è staccato di 1"635. In questa fase le Mercedes confermano la velocità delle sessioni precedenti: Russell è terzo, mentre Hamilton si piazza secondo, a un decimo dal tempo del campione del mondo. Chi batte l'olandese è Leclerc (1'10"456), anche se il ferrarista ha usato un set di gomme nuove, a differenza del pilota della Red Bull Racing. Sainz Jr. è quarto. Non riesce a prendere parte alla Q3, per un problema tecnico alla sua Aston Martin, Stroll.
Nuovamente un fumogeno atterra sul tracciato, nei pressi della corsia di accelerazione ma, questa volta, la sessione non viene interrotta, in quanto viene presto reso inoffensivo. Col secondo tentativo Leclerc migliora la prestazione nel primo settore, con Verstappen staccato di 0"030. Il monegasco è più lento nel secondo settore, ma grazie a un ottimo ultimo settore, lima il suo tempo (1'10"363). Il tempo però non è sufficiente per la pole position; Verstappen è capace di prevalere per 21 millesimi. Anche Sainz Jr. si migliora, terzo, mentre Pérez perde il controllo della sua vettura all'ultima curva, finendo in testacoda. L'esposizione delle bandiere gialle costringe i piloti della Mercedes a rallentare, non permettendo loro di competere per la prima fila.
Max Verstappen conquista la diciassettesima pole position in carriera, eguagliando il numero di quelle ottenute da Jackie Stewart, la quarta partenza davanti a tutti stagionale, per la prima volta dal Gran Premio d'Austria, ed eguaglia, con la seconda partenza al palo consecutiva sul circuito di Zandvoort, la prestazione in qualifica dell'edizione precedente della gara. Per il secondo anno consecutivo da quando il Gran Premio d'Olanda è tornato a far parte del calendario del campionato mondiale di Formula 1 sul circuito di Zandvoort nel 2021, un pilota locale è autore della pole position nel proprio Paese. Per il campione del mondo è la trentottesima prima fila, eguagliando Alonso e Jack Brabham al diciassettesimo posto di tutti i tempi. La Red Bull Racing, alla quinta pole position del campionato, ottiene nuovamente la prima posizione nel Gran Premio olandese, la seconda in totale della propria storia sul circuito dei Paesi Bassi, con i motori spinti sotto la diversa denominazione di Red Bull Powertrains, in sigla RBPT, dopo essere stata spinta da propulsori Honda nell'edizione del 2021. Leclerc, secondo, condivide la prima fila con il pilota olandese per la settima volta in stagione. Per il monegasco è la ventunesima prima fila in carriera, l'undicesima in questo campionato, al miglior risultato in carriera in stagione, eguagliando Clay Regazzoni e John Surtees al quarantunesimo posto di tutti i tempi. La Ferrari, grazie alla posizione di Leclerc, ottiene la prima fila sul circuito olandese per la prima volta dall'edizione del 1983 con Patrick Tambay. Sainz Jr. parte terzo per la sesta volta in questo campionato, mentre Hamilton, quarto, non ha ancora ottenuto una partenza nelle prime tre posizioni in stagione. Il costruttore italiano non piazzava due vetture nei primi tre in griglia a Zandvoort dall'edizione del 1975, con allora la prima fila completata da Niki Lauda e Regazzoni. Con la sesta posizione di Russell, Hamilton è adesso davanti nel confronto diretto con il compagno di scuderia in qualifica, 8-7, mentre con la quinta posizione di Pérez, Verstappen vince il confronto diretto in questa sessione per questa stagione con 12-3. Norris parte settimo per la prima volta in stagione, dopo aver concluso in questa posizione in tre delle ultime quattro gare disputate. Per Schumacher l'ottavo posto è il secondo miglior risultato in qualifica dell'anno, dopo il sesto posto ottenuto nel Gran Premio del Canada. Per il tedesco è stata la quarta Q3 della stagione. Tsunoda supera il taglio della Q1 per la prima volta in tre gare, mentre Stroll, decimo, si qualifica al Q3 per la prima volta dal Gran Premio di Miami, dieci gare fa, l'intervallo più lungo per qualsiasi pilota in griglia al momento. Il canadese ha terminato in decima posizione in quattro occasioni in stagione, senza mai concludere più in alto. Gasly, undicesimo, non raggiunge il Q3 per la settima gara consecutiva, mentre Ocon, dodicesimo, presente in Q3 cinque volte nelle ultime quattro gare, viene eliminato in Q2. Entrambe le Alpine, con la tredicesima posizione di Alonso, non sono qualificate per l'ultima fase della sessione per la prima volta dal Gran Premio di Spagna, nonostante sia stata la terza squadra più veloce nel miglior tempo sul giro nel precedente Gran Premio del Belgio. Ocon è qualificato davanti a Alonso per la terza gara consecutiva. Bottas, sedicesimo, viene eliminato in Q1 per la seconda gara consecutiva, dopo 148 progressioni consecutive dalla prima fase con inizio nel Gran Premio di Monaco 2015. Magnussen, diciassettesimo, viene eliminato in Q1 e viene battuto dal compagno di squadra Schumacher per la seconda gara di fila. Ricciardo, diciottesimo, è eliminato in Q1 nelle terza gara dell'anno, mentre Vettel, diciannovesimo, è eliminato nella stessa fase per la seconda edizione consecutiva della gara, dopo un errore alla stessa curva in cui si è trovato dietro a entrambe le Haas, come nel 2021. Il tedesco dell'Aston Martin è eliminato in Q1 per la sesta volta nelle ultime sei gare. Latifi, ventesimo e ultimo, è stato il pilota più lento nella prima fase per la terza volta negli ultimi quattro Gran Premi. Il distacco tra l'autore della pole position, Verstappen, e il secondo, Leclerc, è il più basso del campionato, con 0"021, mentre è di 0"092 il distacco che comprende i primi tre classificati, il campione del mondo olandese, il monegasco e il suo compagno di squadra, lo spagnolo Sainz Jr..
Al termine delle qualifiche, Lando Norris e Yuki Tsunoda vengono convocati dai commissari sportivi per una situazione di pericolo in pit lane nel quale il pilota britannico è stato fatto uscire dai box al sopraggiungere di quello giapponese, durante la Q1. La McLaren viene multata di 5 000 euro da parte della Federazione. L'Alfa Romeo e la Williams sono state multate rispettivamente di 600 e di 500 euro dall'organo mondiale dell'automobilismo in quanto Valtteri Bottas e Nicholas Latifi hanno superato il limite di velocità stabilito nella corsia dei box.
Sono stati cancellati due tempi dai commissari sportivi ai piloti per non aver rispettato i limiti della pista, durante le qualifiche. Si sono visti cancellare il tempo Tsunoda e Kevin Magnussen, entrambi alla curva 3. Tre tempi sono stati cancellati dai commissari sportivi ai piloti durante l'esposizione delle doppie bandiere gialle. Si sono visti cancellare il tempo George Russell, Tsunoda e Lewis Hamilton.
Durante le qualifiche, la direzione gara è dovuta intervenire in un paio di occasioni per interrompere la sessione a causa della presenza di alcuni fumogeni arancioni in pista, lanciati dagli spalti. L'organizzazione del Gran Premio e gli stessi vertici del tracciato di Zandvoort hanno preso molto seriamente quanto accaduto. I responsabili dei lanci di fumogeni sono stati allontanati dall'impianto e si è fatto richiamo ad una maggiore responsabilità da parte del pubblico tramite un appello urgente al buon senso delle migliaia di tifosi, avvertendo anche che l’uso dei fumogeni non sarà tollerato.

### Risultati
Nella sessione di qualifica si è avuta questa situazione:
| Pos                         | Nº | Pilota           | Costruttore                  | Q1       | Q2       | Q3          | Griglia |
| --------------------------- | -- | ---------------- | ---------------------------- | -------- | -------- | ----------- | ------- |
| 1                           | 1  | Max Verstappen   | Red Bull Racing-RBPT         | 1'11"317 | 1'10"927 | 1'10"342    | 1       |
| 2                           | 16 | Charles Leclerc  | Ferrari                      | 1'11"443 | 1'10"988 | 1'10"363    | 2       |
| 3                           | 55 | Carlos Sainz Jr. | Ferrari                      | 1'11"767 | 1'10"814 | 1'10"434    | 3       |
| 4                           | 44 | Lewis Hamilton   | Mercedes                     | 1'11"331 | 1'11"075 | 1'10"648    | 4       |
| 5                           | 11 | Sergio Pérez     | Red Bull Racing-RBPT         | 1'11"641 | 1'11"314 | 1'11"077    | 5       |
| 6                           | 63 | George Russell   | Mercedes                     | 1'11"561 | 1'10"824 | 1'11"147    | 6       |
| 7                           | 4  | Lando Norris     | McLaren-Mercedes             | 1'11"556 | 1'11"116 | 1'11"174    | 7       |
| 8                           | 47 | Mick Schumacher  | Haas-Ferrari                 | 1'11"741 | 1'11"420 | 1'11"442    | 8       |
| 9                           | 22 | Yuki Tsunoda     | AlphaTauri-RBPT              | 1'11"427 | 1'11"428 | 1'12"556    | 9       |
| 10                          | 18 | Lance Stroll     | Aston Martin Aramco-Mercedes | 1'11"568 | 1'11"416 | senza tempo | 10      |
| 11                          | 10 | Pierre Gasly     | AlphaTauri-RBPT              | 1'11"705 | 1'11"512 | N.D.        | 11      |
| 12                          | 31 | Esteban Ocon     | Alpine-Renault               | 1'11"748 | 1'11"605 | N.D.        | 12      |
| 13                          | 14 | Fernando Alonso  | Alpine-Renault               | 1'11"667 | 1'11"613 | N.D.        | 13      |
| 14                          | 24 | Zhou Guanyu      | Alfa Romeo-Ferrari           | 1'11"826 | 1'11"704 | N.D.        | 14      |
| 15                          | 23 | Alexander Albon  | Williams-Mercedes            | 1'11"695 | 1'11"802 | N.D.        | 15      |
| 16                          | 77 | Valtteri Bottas  | Alfa Romeo-Ferrari           | 1'11"961 | N.D.     | N.D.        | 16      |
| 17                          | 3  | Daniel Ricciardo | McLaren-Mercedes             | 1'12"081 | N.D.     | N.D.        | 17      |
| 18                          | 20 | Kevin Magnussen  | Haas-Ferrari                 | 1'12"319 | N.D.     | N.D.        | 18      |
| 19                          | 5  | Sebastian Vettel | Aston Martin Aramco-Mercedes | 1'12"391 | N.D.     | N.D.        | 19      |
| 20                          | 6  | Nicholas Latifi  | Williams-Mercedes            | 1'13"353 | N.D.     | N.D.        | 20      |
| Tempo limite 107%: 1'16"309 |    |                  |                              |          |          |             |         |

In grassetto sono indicate le migliori prestazioni in Q1, Q2 e Q3.

## Gara

### Resoconto
In partenza Max Verstappen mantiene il comando della gara, davanti a Charles Leclerc, Carlos Sainz Jr. e Lewis Hamilton. Tra questi ultimi due vi è anche un leggero contatto alla prima curva. Seguono Sergio Pérez, Lando Norris e George Russell. Al quarto giro il pilota della Mercedes si riprende la posizione persa al via a favore di Norris. Verstappen comanda la gara, ampliando il suo margine, su Leclerc, dopo otto giri, a oltre un secondo e mezzo. Inizia presto la serie dei cambi gomme. La maggior parte dei piloti opta per gomme medie, ad eccezione di Fernando Alonso che, dopo 11 giri, passa alle gomme dure. Al quattordicesimo giro si fermano sia Sainz Jr. che Pérez. La sosta del ferrarista è però decisa all'ultimo momento, tanto che la gomme posteriore sinistra arriva in ritardo in piazzola, facendo perdere allo spagnolo circa 10 secondi.
Al diciassettesimo giro si ferma Leclerc, che passa alle medie, a differenza di Norris che nello stesso giro opta per le hard, anticipando di un giro il pit stop per Verstappen. Hamilton si trova al comando del Gran Premio, con oltre tre secondi di vantaggio su Russell. Le vetture tedesche affrontano la gara, dal via, con gomme medie, a differenza delle soft che erano montate dagli avversari delle scuderie più competitive. Alle spalle del duo della Mercedes c'è Verstappen, davanti a Leclerc, Pérez, Sainz Jr. e Norris. Verstappen raggiunge e passa Russell, al ventisettesimo giro. L'olandese si avvicina anche a Hamilton, che effettua la sua sosta al ventinovesimo passaggio. Il sette volte campione del mondo monta pneumatici di mescola dura. Due giri dopo anche l'altro pilota Mercedes, Russell, effettua la stessa scelta, nel tentativo di arrivare al traguardo senza ulteriori soste. Verstappen torna a condurre, con quasi otto secondi di margine su Leclerc. Alle spalle del ferrarista c'è Pérez, che precede il duo della Mercedes. Hamilton arriva presto alle spalle del messicano, che inizialmente resiste agli attacchi.
Al trentaseiesimo giro Hamilton supera Pérez alla prima curva, ma si trova davanti Sebastian Vettel, appena uscito dai box. Pérez prova a sfruttare il rallentamento provocato dal pilota dell'Aston Martin, ma senza riuscire a risuperare Hamilton. Due giri dopo il messicano cede la posizione anche a Russell. Pérez si fermerà ai box, per la seconda sosta, al quarantesimo giro, dove monta gomme dure. Tre giri dopo anche Sainz Jr. compie il suo secondo pit stop, mentre Pérez passa Norris, ponendosi quinto. Poco dopo è il turno per Leclerc di passare, per la seconda volta, al cambio gomme. Il monegasco rientra in gara quarto, alle spalle dei due piloti della Mercedes. Yuki Tsunoda ferma la sua vettura, poco dopo curva 3, lamentandosi per una gomma fissata male. Il giapponese viene invitato dalla sua scuderia a riprendere la gara. Avendo già slacciato le cinture di sicurezza deve tornare ai box per poterle far fissare di nuovo. Ripartito, comunica ai box che la vettura non è in stato di proseguire e si ferma a bordo pista. La direzione di gara introduce in pista la virtual safety car. Della situazione approfitta Verstappen, che passa ai box per montare gomme dure. A questa mossa rispondono le Mercedes, che passano a gomme medie.
Al cinquantaquattresimo giro Valtteri Bottas ferma la sua Alfa Romeo al termine del rettilineo dei box. Vengono imposte bandiere gialle, proprio nel momento in cui Sainz Jr. stava passando Ocon. In questo caso i commissari fanno entrare in pista la safety car. La Red Bull Racing richiama ai box Verstappen, che monta gomme soft. Così facendo l'olandese perde due posizioni, trovandosi alle spalle di Hamilton e Russell. Vista la posizione della vettura di Bottas, le vetture, dietro la safety car, sfilano all'interno della corsia dei box. Russell esce dalla fila di vetture e passa in piazzola, dove gli sono montate gomme morbide. Il britannico scala in terza posizione. La stessa mossa è fatta dalla Ferrari per Sainz Jr., che però rientra in pista al sopraggiungere di Alonso. La gara riprende con Hamilton al comando, su gomme medie, che precede Verstappen su gomme morbide. Seguono Russell, Leclerc, Pérez, Sainz Jr. e Alonso. Alla ripartenza, già prima della staccata della prima curva, Verstappen si riprende la prima posizione. Subito dietro anche Sainz Jr. ha la meglio su Pérez. La difficile situazione delle coperture della vettura di Hamilton penalizzano il pilota della Mercedes che, al sessantatreesimo giro, si vede passato anche dal compagno di scuderia. Tre giri dopo l'ex campione del mondo deve cedere anche a Leclerc, uscendo così dal podio. Pérez tenta di attaccare Sainz Jr., ma lo spagnolo si difende, portando il messicano all'esterno della prima curva. All'ultimo giro Russell tenta l'assalto al giro veloce, fatto segnare da Verstappen, ma senza successo.
Il campione del mondo vince il trentesimo Gran Premio in carriera, la decima vittoria stagionale, e la quarta consecutiva, segnando il ventunesimo giro veloce. Il pilota olandese della Red Bull Racing, che non aveva mai vinto quattro gare consecutive fin dal suo debutto nella categoria durante la stagione 2015, eguaglia lo stesso numero di vittorie complessive ottenute nella precedente stagione in cui si è laureto campione del mondo piloti. Verstappen è il primo pilota diverso da Hamilton a vincere quattro corse consecutive fin da quando Nico Rosberg ne vinse sette, trionfando negli ultimi tre Gran Premi della stagione 2015 e nei primi quattro del campionato 2016. Con sette gare rimanenti, il leader della classifica piloti può ancora battere il record detenuto da Vettel e da Michael Schumacher, entrambi capaci di vincere 13 gare in un campionato mondiale. Verstappen bissa il successo nell'edizione precedente, ottenendo il quinto hat trick (pole position, giro veloce e vittoria) in carriera in Formula 1, ora tra i primi dieci piloti della storia del mondiale per numero di giri compiuti durante una gara con 1 636, piazzandosi davanti a Nelson Piquet e Niki Lauda. Per il secondo anno consecutivo da quando il Gran Premio d'Olanda è tornato a far parte del calendario del campionato mondiale di Formula 1 sul circuito di Zandvoort nel 2021, un pilota locale vince la corsa nel proprio Paese. Per la scuderia di Milton Keynes, la quale ha condotto il cinquemillesimo giro della propria storia nella categoria, è l'undicesima vittoria del campionato, l'ottantaseiesima complessiva della propria storia, al secondo successo in totale nella gara olandese, confermandosi vittoriosa per la seconda edizione consecutiva della gara con i motori sotto una diversa denominazione, Red Bull Powertrains, in sigla RBPT, dopo la vittoria dell'anno precedente spinta da motori Honda. Russell, secondo, e ora quarto in classifica piloti davanti a Sainz Jr., eguaglia lo stesso miglior risultato in carriera ottenuto nel Gran Premio del Belgio 2021 con la Williams, stabilendo il suo primo secondo posto in un Gran Premio completato nella distanza prevista. Il pilota britannico, al settantacinquesimo Gran Premio, è ora distanziato solamente di 13 punti dal secondo in classifica, Leclerc, senza ancora aver vinto una gara, e segna il dodicesimo podio del campionato della Mercedes, senza una vittoria. Per il monegasco, ora nuovamente secondo in classifica piloti davanti a Pérez, la terza posizione ha stabilito solamente il secondo podio nelle ultime dieci gare dell'anno, dove ottenne il successo nel Gran Premio d'Austria. Prima di questa gara, Leclerc non aveva concluso nelle prime cinque posizioni nelle ultime tre gare. Hamilton, quarto, è ora distante 30 punti dal compagno di scuderia Russell, nonostante si sia qualificato davanti a lui per 8-7 finora quest'anno. A parte il ritiro nel corso del primo nel precedente Gran Premio del Belgio, Hamilton non ha concluso una gara al di sotto del quarto posto sin dall'ottava posizione nel Gran Premio di Monaco. Pérez è quinto classificato grazie alla penalità inflitta a Sainz Jr., ma perde la seconda piazza in classifica piloti, ora occupata da Leclerc, in quanto il messicano ha ottenuto una vittoria contro le tre del pilota della Ferrari. Alonso è sesto in quel che è stato il decimo risultato consecutivo nella zona dei punti, mentre l'Alpine, con la nona posizione di Ocon, ottiene punti con entrambe le vetture per la quinta gara di fila. Norris, partito in settima posizione, conclude nello stesso piazzamento, ed è piazzato settimo anche in classifica piloti. Il pilota britannico della McLaren ha terminato nella stessa posizione in quattro delle ultime cinque gare. Sainz Jr., quinto all'arrivo, scala in ottava posizione a causa della penalità, in quel che è stato il secondo Gran Premio consecutivo in cui la Ferrari riceve una penalità da scontare sul tempo di gara. Stroll ottiene la decima posizione per la quinta volta in stagione, senza aver terminato una corsa oltre questo piazzamento, mentre Albon, dodicesimo, conclude nelle prime dodici posizioni per la settima volta stagionale. Per la prima volta in carriera, Bottas, ritirato, non raggiunge la bandiera a scacchi nelle ultime tre gare. Il pilota finlandese dell'Alfa Romeo fu comunque classificato nel primo Gran Premio degli ultimi tre, quello d'Ungheria, per aver completato il 90% della distanza di gara. Il vincitore Verstappen conduce la classifica piloti con il margine più alto mai ottenuto sul secondo, Leclerc, e sul terzo Pérez, suo compagno di scuderia, entrambi distanziati 109 punti. I meccanici della Red Bull Racing stabiliscono il primato stagionale di tempo per una sosta ai box durante un pit stop di Pérez, con 2"09. Il precedente record apparteneva alla stessa scuderia, sempre per una sosta ai box del messicano, con 2"19 nel Gran Premio d'Ungheria.
Sono stati cancellati sette tempi dai commissari sportivi ai piloti per non aver rispettato i limiti della pista, durante la gara. Si sono visti cancellare il tempo Sebastian Vettel, Pierre Gasly, Nicholas Latifi, Esteban Ocon, Charles Leclerc, Mick Schumacher e Max Verstappen, tutti alla curva 3.

### Risultati
I risultati del Gran Premio sono i seguenti:
| Pos | Nº | Pilota           | Costruttore                  | Giri | Tempo/Ritiro  | Griglia | Punti |
| --- | -- | ---------------- | ---------------------------- | ---- | ------------- | ------- | ----- |
| 1   | 1  | Max Verstappen   | Red Bull Racing-RBPT         | 72   | 1h36'42"773   | 1       | 26    |
| 2   | 63 | George Russell   | Mercedes                     | 72   | +4"071        | 6       | 18    |
| 3   | 16 | Charles Leclerc  | Ferrari                      | 72   | +10"929       | 2       | 15    |
| 4   | 44 | Lewis Hamilton   | Mercedes                     | 72   | +13"016       | 4       | 12    |
| 5   | 11 | Sergio Pérez     | Red Bull Racing-RBPT         | 72   | +18"168       | 5       | 10    |
| 6   | 14 | Fernando Alonso  | Alpine-Renault               | 72   | +18"754       | 13      | 8     |
| 7   | 4  | Lando Norris     | McLaren-Mercedes             | 72   | +19"306       | 7       | 6     |
| 8   | 55 | Carlos Sainz Jr. | Ferrari                      | 72   | +20"916       | 3       | 4     |
| 9   | 31 | Esteban Ocon     | Alpine-Renault               | 72   | +21"117       | 12      | 2     |
| 10  | 18 | Lance Stroll     | Aston Martin Aramco-Mercedes | 72   | +22"459       | 10      | 1     |
| 11  | 10 | Pierre Gasly     | AlphaTauri-RBPT              | 72   | +27"009       | 11      |       |
| 12  | 23 | Alexander Albon  | Williams-Mercedes            | 72   | +30"390       | 15      |       |
| 13  | 47 | Mick Schumacher  | Haas-Ferrari                 | 72   | +32"995       | 8       |       |
| 14  | 5  | Sebastian Vettel | Aston Martin Aramco-Mercedes | 72   | +36"007       | 19      |       |
| 15  | 20 | Kevin Magnussen  | Haas-Ferrari                 | 72   | +36"869       | 18      |       |
| 16  | 24 | Zhou Guanyu      | Alfa Romeo-Ferrari           | 72   | +37"320       | 14      |       |
| 17  | 3  | Daniel Ricciardo | McLaren-Mercedes             | 72   | +37"764       | 17      |       |
| 18  | 6  | Nicholas Latifi  | Williams-Mercedes            | 71   | +1 giro       | 20      |       |
| Rit | 77 | Valtteri Bottas  | Alfa Romeo-Ferrari           | 53   | Motore        | 16      |       |
| Rit | 22 | Yuki Tsunoda     | AlphaTauri-RBPT              | 43   | Differenziale | 9       |       |

Max Verstappen riceve un punto addizionale per aver segnato il giro più veloce della gara.

## Classifiche mondiali

### Piloti
| Pos | Pilota           | Punti |
| --- | ---------------- | ----- |
| 1   | Max Verstappen   | 310   |
| 2   | Charles Leclerc  | 201   |
| 3   | Sergio Pérez     | 201   |
| 4   | George Russell   | 188   |
| 5   | Carlos Sainz Jr. | 175   |
| 6   | Lewis Hamilton   | 158   |
| 7   | Lando Norris     | 82    |
| 8   | Esteban Ocon     | 66    |
| 9   | Fernando Alonso  | 59    |
| 10  | Valtteri Bottas  | 46    |
| 11  | Kevin Magnussen  | 22    |
| 12  | Sebastian Vettel | 20    |
| 13  | Daniel Ricciardo | 19    |
| 14  | Pierre Gasly     | 18    |
| 15  | Mick Schumacher  | 12    |
| 16  | Yuki Tsunoda     | 11    |
| 17  | Zhou Guanyu      | 5     |
| 18  | Lance Stroll     | 5     |
| 19  | Alexander Albon  | 4     |

### Costruttori
| Pos | Costruttore                  | Punti |
| --- | ---------------------------- | ----- |
| 1   | Red Bull Racing-RBPT         | 511   |
| 2   | Ferrari                      | 376   |
| 3   | Mercedes                     | 346   |
| 4   | Alpine-Renault               | 125   |
| 5   | McLaren-Mercedes             | 101   |
| 6   | Alfa Romeo-Ferrari           | 51    |
| 7   | Haas-Ferrari                 | 34    |
| 8   | AlphaTauri-RBPT              | 29    |
| 9   | Aston Martin Aramco-Mercedes | 25    |
| 10  | Williams-Mercedes            | 4     |

## Decisioni della FIA
Al termine della gara, Sergio Pérez, Carlos Sainz Jr. e Yuki Tsunoda vengono convocati dai commissari sportivi. Il primo per essere passato sopra una pistola utilizzata nel cambio gomme appartenente al box della Ferrari, una volta lasciata la propria piazzola dopo un pit stop; il secondo per essersi avvicinato alla propria piazzola per effettuare la sosta ai box in maniera pericolosa, passando troppo vicino alla postazione della Red Bull Racing; il terzo per aver guidato in pista in condizioni non di sicurezza con le cinture allentate, dopo una sosta ai box. Pérez e Sainz Jr. non ricevono sanzioni, mentre Tsunoda riceve una reprimenda. Per il pilota giapponese dell'AlphaTauri si tratta della quinta reprimenda stagionale, il quale viene penalizzato di dieci posizioni sulla griglia di partenza del successivo Gran Premio d'Italia.